# 司氏碗蕨
司氏碗蕨（学名：Dennstaedtia smithii）为碗蕨科碗蕨属下的一个种。

## 扩展阅读
- 維基物種上的相關：司氏碗蕨